# Яків Підвисоцький
Яків Підвисоцький (Яків Висоцький) гербу Остоя (пол. Jakub Wysocki Farat (Fehrad, Ferrati, Ferrato); 1515—1577) — руський шляхтич, королівський дворянин, перекладач (з турецької), ротмістр.

## Життєпис
Походив із дрібної шляхти Львівської землі. Ймовірно, був сином Мартина, який разом з двоюрідним «стриєчним» братом Федьком повернувся з турецької неволі до 19 жовтня 1524 р., коли їм підтвердили грамоту на надання в державу поселення Підвисоцьке у Львівському повіті. Не відомо, чи перебував Яків разом з батьком та стрийком у турецькій неволі, де вивчив турецьку мову. У травні 1539 р. записаний до корогви ротмістра Станіслава Персніцького, брав участь у битвах проти татар, можливо, саме тоді він потрапив в полон.
В 1547 р. перебував при дворі короля Сигізмунда Старого. Разом з іншими шляхтичами посланий на Брацлавщину для оборони кордонів від татар. Був одночасно перекладачем при посольствах до Туреччини, що означало, що він володів тільки розмовною мовою, без знання арабської письмової. У грудні 1549 р. супроводжував Яна Тарновського. В 1550 р. брав участь у комісії, яка мала залагодити справу щодо відшкодувань за наїзди Бернарда Претвича на турецькі поселення над Чорним морем. Разом з турецьким чаушем їздив до Білгороду, де проводив попередні переговори з нікопольським саджакбеєм Ахмедом, який представляв турецьку сторону.
У турецьких документах фігурує з придатком до імені — Фарад. Таке саме ім'я мав у той час воєвода силістрійський, тягинський, білогородський, силістрійського саджакбея Осман-Шаха, який в 1542 р. був послом до Туреччини. Невідомо, чи був Підвисоцький тим самим воєводою (видається малоймовірним).
В 1515 р. турки зруйнували брацлавський замок, 1552 р. Підвисоцький разом з гусарською корогвою обороняв Брацлав під час відбудови замку. 1563 р. був зарахований до коругви львівського стольника Прокопа Сенявського — молодшого брата великого коронного гетьмана Миколая Сенявського. 1564 р. вибув з корогви до Литви.

## Маєтності

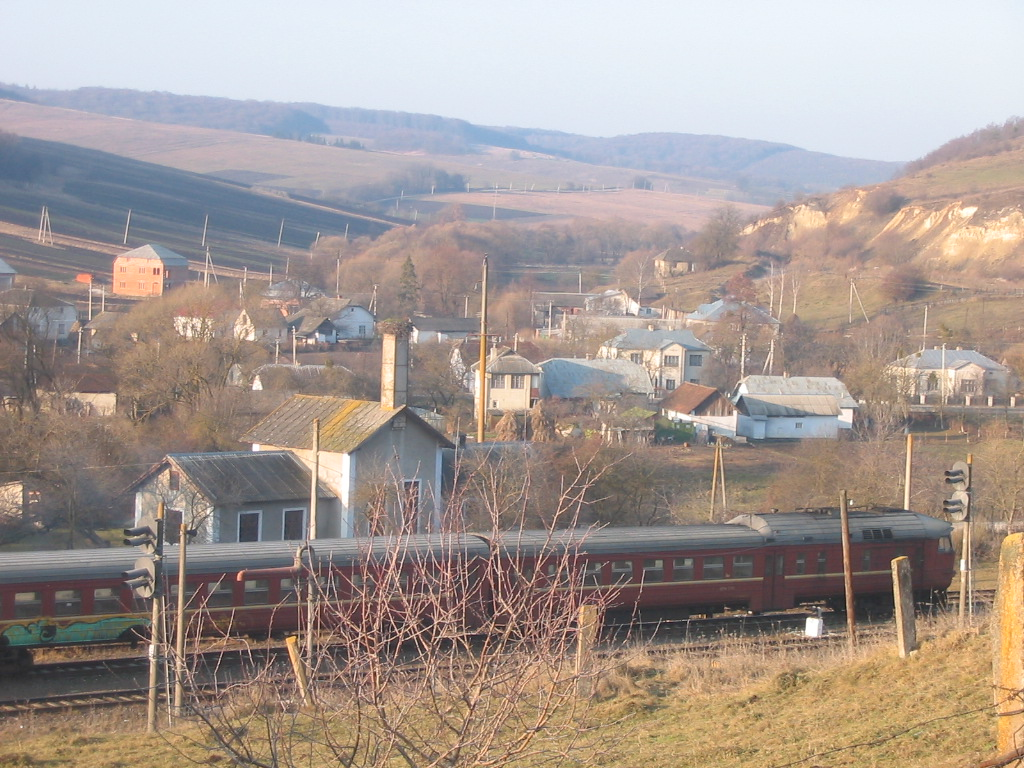
Підвисоке (Тернопільський район)

В 1548 p. був дідичем поселення Підвисоцьке. В 1578 p. дідичами Підвисоцького були Іван син Михайла та Іван син Васьки Підвисоцьких. Брат Підвисоцького Олексій був товаришем поточної кавалерії (у складі оборони поточної), його син Войцех був у 1580 р. перекладачем з угорської мови, при гайдуцькій роті надвірного гетьмана — Яна Зборовського.